# Úvula da bexiga

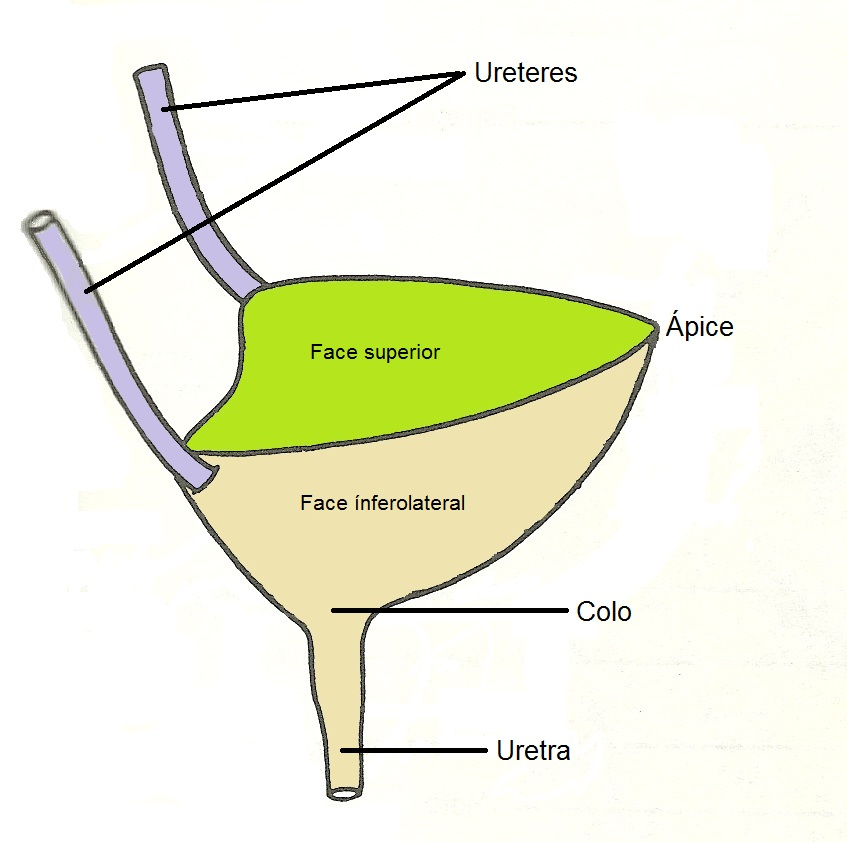
Esquema da bexiga urinária vazia em humanos

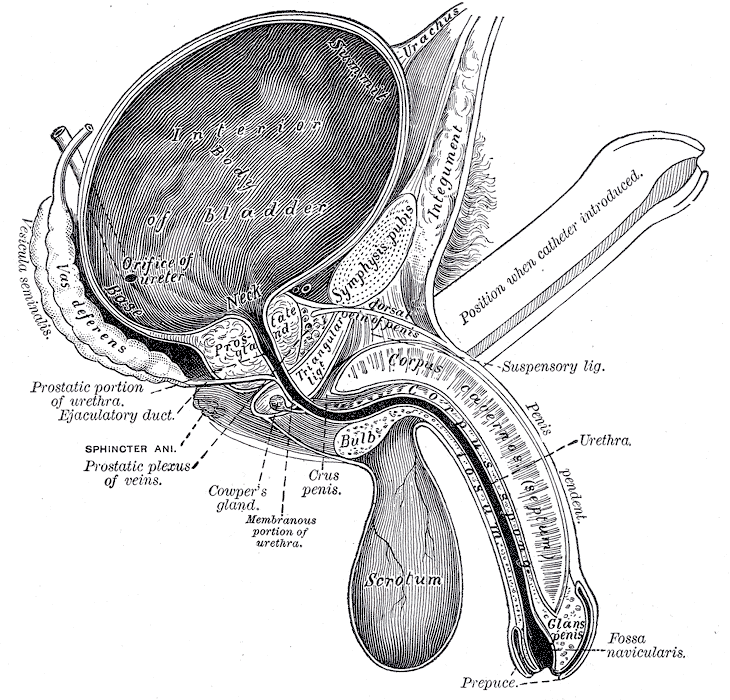
Secção transversal da bexiga urinária cheia (sexo masculino)

Em anatomia humana, a úvula da bexiga urinária, é uma pequena elevação observada no colo da bexiga masculina, mais precisamente atrás do orifício da uretra, gerada pelo lobo médio da próstata.